# Uruguayisches Verkehrs- und Bauministerium
Das Ministerium für Verkehr und öffentliche Bauten (span. Ministerio de Transporte y Obras Públicas) (MTOP) ist eines der Ministerien des Staates Uruguay.
Zu seinen Aufgaben zählt die Planung und Entwicklung der öffentlichen Infrastruktur. Das Ministerium wird seit dem 11. Juli 1974 unter dieser Bezeichnung geführt, als nach einer Umstrukturierung der Befugnisse durch das Gesetz Nr. 14.218 das unter der Präsidentschaft Óscar Gestidos entstandene Ministerio de Transporte, Comunicaciones y Turismo abgeschafft und der Aufgabenbereich mit dem des Ministerio de Obras Públicas (MOP) zusammengelegt wurde. Das Ministerium wird seit dem 1. März 2010 von Enrique Pintado geleitet. Staatssekretär ist Pablo Genta.

## Bisherige Minister
| Minister des Ministerio de Fomento |             |
| Minister                           | Zeitraum    |
| Juan Alberto Capurro               | 1891 – 1893 |
| Juan José Castro                   | 1894 – 1897 |
| Jacobo A. Varela                   | 1897 – 1899 |
| Carlos Maria De Pena               | 1899        |
| Gregorio L. Rodríguez              | 1899 – 1901 |
| José Serrato                       | 1903 – 1904 |
| Juan Alberto Capurro               | 1903 – 1906 |

| Minister des Ministerio de Obras Públicas |                                     |
| Minister                                  | Zeitraum                            |
| Juan Lamolle                              | 1907 – 1911                         |
| Víctor Sudriers                           | 1911 – 1912                         |
| Santiago Rivas                            | 1915 – 1919                         |
| Juan Andrés Álvarez Cortés                | 1925 – 1927                         |
| Federico E. Capurro                       | 1932 – 1933                         |
| Martín Recaredo Echegoyen                 | 1936 – 1938                         |
| César Mayo Gutiérrez                      | 1946 – 1947                         |
| Manuel Rodríguez Correa                   | 1947 – 1949                         |
| José Acquistapace                         | 1949                                |
| Manuel Rodríguez Correa                   | 1951 – 1952                         |
| José Acquistapace                         | 1953                                |
| Washington Fernández                      | 1. März 1955 – 12. Juni 1956        |
| Héctor Grauert                            | 12. Juni 1956 – 6. Juni 1957        |
| Florentino Guimaraens                     | 6. Juni 1957 – 28. Februar 1959     |
| Luis Giannattasio                         | 1. März 1959 – 28. Februar 1963     |
| Isidoro Vejo Rodríguez                    | 1. März 1963 – 28. Februar 1967     |
| Heraclio Ruggia                           | 1. März 1967 – 10. Oktober 1967     |
| Walter Pintos Risso                       | 30. Oktober 1967 – 31. Oktober 1972 |
| Ángel Servetti                            | 31. Oktober 1972 – 11. Juli 1973    |
| Eduardo Crispo Ayala                      | 11. Juli 1973 – 1974                |

| Minister des Ministerio de Transporte, Comunicaciones y Turismo |                                     |
| Minister                                                        | Zeitraum                            |
| Justino Carrere Sapriza                                         | 1. März 1967 – 3. Mai 1968          |
| José Serrato                                                    | 3. Mai 1968 – 2. April 1970         |
| Agustín Caputi                                                  | 2. April 1970 – 26. Oktober 1970    |
| Carlos Queraltó Oribe                                           | 26. Oktober 1970 – 28. Oktober 1971 |
| Federico García Capurro                                         | 28. Oktober 1971 – 10. Februar 1972 |
| José María Labandera                                            | 10. Februar 1972 – 1. März 1972     |
| Carlos Ribeiro                                                  | 1. März 1972 – 9. Juni 1972         |
| José Manuel Urraburu                                            | 9. Juni 1972 – 27. Dezember 1972    |
| Francisco Mario Ubillos                                         | 27. Dezember 1972 – 11. Juli 1974   |

| Minister des Ministerio de Transporte y Obras Públicas |                                      |
| Minister                                               | Zeitraum                             |
| Eduardo Crispo Ayala¹                                  | 1974 – 1. September 1976             |
| Eduardo Sampson¹                                       | 1. September 1976 – 7. Mai 1982      |
| Francisco Tourreilles¹                                 | 7. Juni 1982 – 1. März 1985          |
| Jorge Sanguinetti                                      | 1. März 1985 – 21. September 1989    |
| Alejandro Atchugarry                                   | 21. September 1989 – 1. März 1990    |
| Wilson Elso Goñi                                       | 1. März 1990 – 12. März 1993         |
| Juan Carlos Raffo                                      | 12. März 1993 – 20. Juni 1994        |
| José Luis Ovalle                                       | 20. März 1994 – 1. März 1995         |
| Lucio Cáceres                                          | 1. März 1995 – 15. Juli 2004         |
| Gabriel Gurméndez                                      | 15. Juli 2004 – 24. November 2004    |
| Gabriel Pais                                           | 24. November 2004 – 13. Februar 2005 |
| Carlos Pollio                                          | 14. Februar 2005 – 1. März 2005      |
| Víctor Rossi                                           | 1. März 2005 – 1. März 2010          |
| Enrique Pintado                                        | 1. März 2010 – 2015                  |
| Víctor Rossi                                           | 2015 – 2020                          |
| Luis Alberto Heber                                     | 2020 – 2021                          |
| José Luis Falero                                       | 2021 –                               |

¹ Minister der Militärregierung während der zivil-militärischen Diktatur (1973–1985)
Quelle: